# Kálium-tiocianát
A kálium-tiocianát vagy kálium-rodanid egy szervetlen vegyület, a tiociánsav káliumsója. A képlete KSCN. Színtelen kristályokat alkot. Erősen higroszkópos. Vízben kitűnően oldódik. Metanol, etanol és aceton is oldja. Az oldata sós ízű. Mérgező hatású.

## Kémiai tulajdonságai
Ha fém-oxidok jelenlétében hevítik, fém-szulfidok keletkeznek. A vas(III)-ionokkal jellegzetes vörös színreakciót ad, emiatt ezeknek az ionoknak a kimutatására használják.
Ha higany(II)-nitráttal reagál, a keletkező higany(II)-tiocianát csapadékként kiválik. A reakció:
2KCNS(aq)+Hg(NO3)2(aq)=Hg(CNS)2(s)+2KNO3(aq)

## Előállítása
A kálium-tiocianátot kálium-cianidból állítják elő. Ezt kénnel összeolvasztják, az olvadékból kihűlés után a kálium-tiocianátot alkohollal kivonják és az oldatot bepárolják.
{\displaystyle \mathrm {KCN+S\rightarrow KSCN} }

## Felhasználása
A szerves kémiai szintézisekben tiocianátok és izotiocianátok előállítására használják. Rovarirtószerek készítéséhez is alkalmazzák. Felhasználják a textilnyomásban és a textilfestésben is. A fényképészetben erősítőként szolgál. Hűtőkeverékek készítésére is alkalmazzák. Az analitikai kémiában a vas(III)-ionok kimutatására szolgál.